# Phoroncidia rubroargentea
Phoroncidia rubroargentea là một loài nhện trong họ Theridiidae.
Loài này thuộc chi Phoroncidia. Phoroncidia rubroargentea được Lucien Berland miêu tả năm 1913.